# Muhsin Mahdi
Muḥsin Mahdī (né à Kerbala en Irak le 21 juin 1926, mort le 9 juillet 2007 à Brookline, dans le Massachusetts aux États-Unis) est un islamologue et spécialiste d'histoire du monde arabe, de philosophie islamique, et de philologie.

## Travaux
Muḥsin Mahdī reçoit l'influence de Leo Strauss, également médiéviste, et il est connu pour sa monographie sur Al-Fârâbî : La Cité vertueuse d'Alfarabi (2000). Il fait sa thèse de doctorat sur Ibn Khaldoun en 1954 (publication en 1957). Il édite la principale anthologie anglophone de textes de philosophie politique médiévale en 1963. En 1984, il publie une édition savante basée sur le manuscrit arabe du XIVe siècle découvert par Galland, version de référence des Mille et Une Nuits. Ce document, parfois difficile à déchiffrer à cause de nombreuses notes marginales, est devenu grâce à lui vraiment lisible et traduisible,. Claudia Ott se servit de ce travail pour sa traduction en allemand du recueil publiée en 2004.

## Œuvres
- La Fondation de la philosophie politique en Islam. La cité vertueuse d'Alfarabi, Paris, Champs-Flammarion, 2000.
- Ibn Khaldûn's Philosophy of History: A Study in the Philosophic Foundation of the Science of Culture, 3rd ed., London: Routledge, 2017 (1957, 1964).
- Éditeur avec Ralph Lerner : Medieval Political Philosophy: A Sourcebook, Glencoe: The Free Press, 1963 (seconde édition sous la direction de Joshua Parens et Joseph C. Macfarland, Cornell University Press, 2011).